# Polysarcodes moestes
Polysarcodes moestes là một loài ruồi trong họ Asilidae. Polysarcodes moestes được Paramonov miêu tả năm 1937. Loài này phân bố ở vùng Cổ Bắc giới.